# Sylvia Vrethammar
Sylvia Vrethammar (Uddevalla, 22 agosto 1945) è una cantante svedese di genere pop e jazz.

## Biografia
Figlia di Harald, un precettore, e di Britta, un'insegnante di educazione musicale, ha imparato con l'aiuto di lei a suonare il pianoforte. Dopo il diploma ha lavorato per qualche tempo a contatto coi bambini come babysitter e istitutrice.
Nel 1969 ha pubblicato il suo primo singolo, una cover in lingua svedese di un successo di Dusty Springfield, Son of a Preacher Man , che è diventato  En lärling på Varan gård . In seguito è apparsa come cantante ospite nell'orchestra di Bert Kaempfert.
Nel 1974 ha inciso la sua canzone di maggior successo,  una cover di  Y Viva España, che ha spopolato sia in Svezia sia in molti altri paesi europei, in particolare il Regno Unito.
La sua carriera è proseguita con altri brani fortunati, prevalentemente pop e jazz. 

## Vita privata
È stata sposata col musicista connazionale Rune Öfwerman dal 1980 al 1990. Nel 2015 è passata a nuove nozze col produttore musicale tedesco Alex Gietz; la coppia vive in Germania.

## Discografia parziale
- 1969 -  tycker om dej
- 1970 -  Sylvia
- 1971 -  Dansa samba MEJ med
- 1972 -  Gamla Stan
- 1973 -  Jag sjunger för dej
- 1973 -  Eviva Espana
- 1974 -  Sylvia & Göran på Nya Bacchi   (con Göran Fristorp)
- 1975 -  Stardust & Sunshine
- 1977 -  Mach das nochmal
- 1977 -  Leenden i regn
- 1979 -  Chateau Sylvia
- 1980 -  In Goodmansland
- 1985 -  Rio de Janeiro blu
- 1990 -  Öppna dina ögon
- 1992 -  Ricardo
- 1999 -  Best of Sylvia
- 2002 -  Faller för dig
- 2005 -  Sommar! Samba! Sylvia!
- 2006 -  Champagne
- 2009 -  Te quiero   (compilation)
- 2013 -  Trivialitet